# Eupithecia andalusica
Eupithecia andalusica là một loài bướm đêm trong họ Geometridae.